# 8706 Такеяма
8706 Такеяма (8706 Takeyama) — астероїд головного поясу, відкритий 3 лютого 1994 року.
Тіссеранів параметр щодо Юпітера — 3,283.
Названо на честь Такеями (яп. たけやま(竹山) такеяма).